# エリック・レメディ
エリック・レメディ（Eric Remedi、1995年6月4日 - ）は、アルゼンチン出身のプロサッカー選手。ポジションはMF。メジャーリーグサッカー・サンノゼ・アースクエイクス所属。

## クラブ経歴
2015年よりCAバンフィエルドでプロキャリアをスタート。6月6日のCAサルミエント戦でプロデビューを果たした。
2018年6月、メジャーリーグサッカーのアトランタ・ユナイテッドFCに加入。
2021年2月15日、サンノゼ・アースクエイクスに移籍した。

## タイトル

### クラブ
アトランタ・ユナイテッドFC
- MLSカップ: 2018
- USオープンカップ: 2019